# Grace Moore

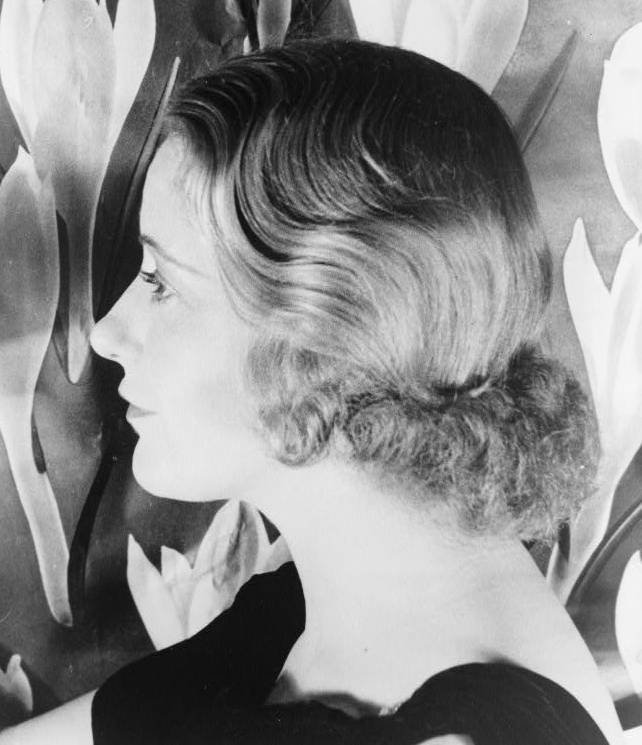
Grace Moore fotografiert von Carl Van Vechten 1933

Mary Willie Grace Moore (* 5. Dezember 1898 in Slabtown, Tennessee; † 26. Januar 1947 auf dem Flughafen Kopenhagen-Kastrup auf Seeland, Dänemark) war eine US-amerikanische Opernsängerin (Sopran) und Schauspielerin der 1930er Jahre.

## Leben
Grace Moore, über deren Geburtsjahr es unterschiedliche Angaben gibt, wollte zunächst Missionarin in China werden. Schließlich machte sie als lyrischer Sopran rasch Karriere sowohl am Broadway als auch an der Metropolitan Opera. Ihr gutes Aussehen brachte ihr 1930 einen Vertrag mit MGM ein, die sie in zwei aufwändig produzierten Operetten einsetzten. In A Lady’s Morale spielte sie die bekannte schwedische Nachtigall Jenny Lind und in New Moon war sie die Partnerin von Lawrence Tibbett, einem anderen Opernstar, der zum Film gegangen war. Der Vertrag wurde jedoch bald danach mit Verweis auf ein „Gewichtsproblem“ beendet.
Sie kehrte mit Erfolg zurück an die Met und begann eine sehr beliebte Radioshow, in der es ihr gelang, klassische Musik auch breiteren Bevölkerungsschichten nahezubringen. Auf dem Höhepunkt ihrer Karriere und etliche Kilogramm leichter schloss sie einen Vertrag mit Columbia Pictures ab und drehte 1934 den Film One Night of Love, der sie praktisch über Nacht zu einem Hollywoodstar machen sollte. In der Rolle einer temperamentvollen jungen Frau, die als Sängerin Karriere machen will, spielte sich Moore praktisch selbst. Sie trug sowohl klassische Arien als auch moderne Lieder vor, so Ciri, Biri, Bin, das schließlich zu ihrem Erkennungslied und Markenzeichen ihrer Tourneeauftritte werden sollte. Moore wurde für den Oscar nominiert und verhandelte ihren Vertrag neu aus.
Unmittelbar nach dem Erfolg von One Night of Love wollte Irving Thalberg Grace Moore für die Hauptrolle in der Operette The Merry Widow als Partnerin von Maurice Chevalier und der Regie von Ernst Lubitsch. Da jedoch sowohl Moore als auch Chevalier in ihren Verträgen die Klausel hatten, an erster Stelle angekündigt zu werden, ging die Rolle schließlich an Jeanette MacDonald, die in der Folgezeit als Antwort auf Grace Moore aufgebaut wurde. In den nächsten Jahren drehte Grace Moore eine Reihe von sehr populären Filmen, die dazu beitrugen, klassische Musik und vor allem Arien in die Filmhandlung einzubauen, ohne damit das Publikum zu verschrecken. Ihre wohl beste Rolle hatte sie 1936 unter der Regie von Josef von Sternberg in The King Steps Out, der Verfilmung eines Librettos von Heinz Marischka über die bayerische Prinzessin Sisi, die spätere Kaiserin Elisabeth von Österreich.
Der Erfolg von Moore veranlasste auch andere Filmstudios, ebenfalls Sopranistinnen vor die Filmkamera zu holen. Doch weder Lily Pons, die bei RKO unter Vertrag stand, noch Gladys Swarthout, die von Paramount zum Star aufgebaut werden sollte, hatten wirklichen Erfolg an der Kinokasse.

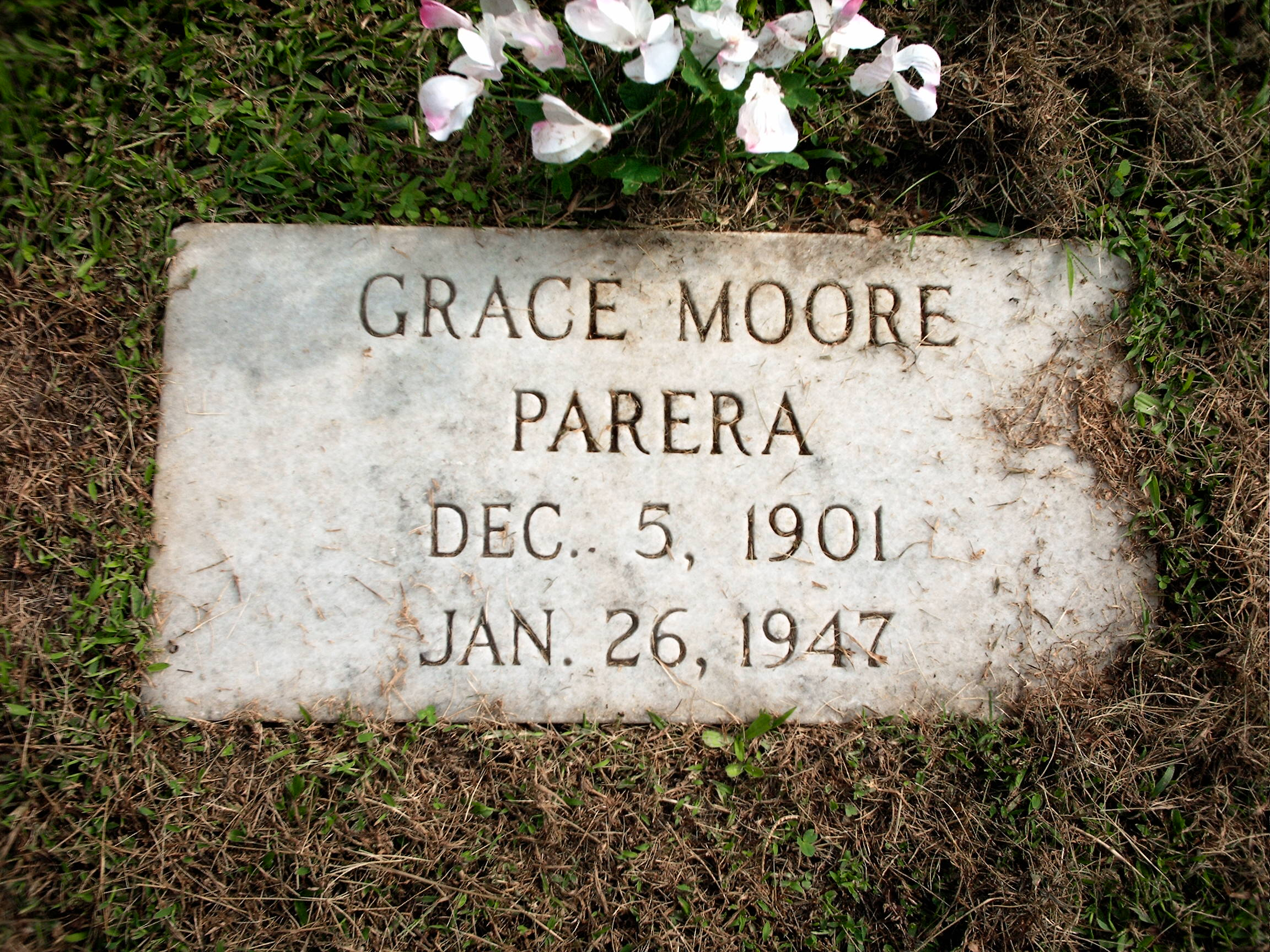
Grab Moores auf dem Forest Hills Cemetery in Chattanooga, Tennessee (mit falschem Geburtsdatum)

Nach dem Ende ihrer Filmkarriere unternahm Grace Moore kommerziell erfolgreiche Tourneen rund um die Welt. Sie schrieb ihre Biografie You're Only Human Once 1944. Grace Moore war von 1931 bis zu ihrem Tod mit dem spanischen Filmschauspieler Valentín Parera (1895–1986) verheiratet und lebte abwechselnd in den Vereinigten Staaten und Europa. Die Ehe blieb kinderlos. Am 16. Dezember 1943 überlebten beide leicht verletzt den Eisenbahnunfall von Rennert (North Carolina), bei dem 74 Menschen starben.
Am 26. Januar 1947 starb Moore bei der Flugzeugkatastrophe von Kastrup bei Kopenhagen. Ihre sterblichen Überreste, die anhand ihres Schmucks identifiziert werden konnten, wurden in ihr Heimatland überführt und unter großer Anteilnahme neben denen ihres Vaters auf dem Forest Hills Cemetery in Chattanooga, Tennessee, beerdigt. Den Großteil ihres Erbes, das seinerzeit auf 500.000 US-Dollar geschätzt wurde (entspricht heute ungefähr 6.100.000 Dollar), vermachte sie ihrem Ehemann.

„Grace Moore, die im 46. Lebensjahr stand, zählte seit ihrem Debüt an der Metropolitan Opera, das 1928 als Mimi in der ‚Bohème‘ erfolgte und sie über Nacht berühmt machte, zu den bedeutendsten Sängerinnen Amerikas. Gastspiele an der Londoner Covent Garden Oper und in anderen großen Opernhäusern und Konzertsälen bestätigten ihren Ruhm in der ganzen Welt. Die Schönheit ihrer Stimme vereinte sie mit einer reizvollen Erscheinung, die ihr auch im Film zahlreiche Erfolge sicherten. Im Laufe einer Tournee, die sie im vergangenen Jahr durch Europa führte, hat Grace Moore auch bei den Salzburger Festspielen und im Rextheater in Wien viel bejubelte Konzerte gegeben.“

Kurz vor ihrem Tod waren ihr von der Stadt Cannes, in der sie mehrere Jahre gelebt hatte, die Ehrenbürgerrechte verliehen worden. Noch im Jahr von Moores Tod, 1947, wurde eine Rose nach ihr benannt. Zu ihrem Gedächtnis eröffnete das Museum of the City of New York am 29. Oktober 1947 eine Ausstellung. In einer Nachbildung ihrer Garderobe in der Metropolitan Opera wurden u. a. Kostüme, die sie als Sängerin in ihren Hauptrollen getragen hatte, sowie Fotografien, Auszeichnungen der Künstlerin sowie das Manuskript ihrer Autobiografie gezeigt.
Es hält sich auch das hartnäckige Gerücht, sie habe als Namenspatin für Elvis Presleys Anwesen Graceland fungiert.
Moores Leben wurde 1953 unter dem Titel So This Is Love mit Kathryn Grayson in der Hauptrolle verfilmt.

## Filmografie
- 1930: New Moon
- 1930: Jenny Lind (A Lady’s Morals) (ebenfalls entstand ein französischsprachiger Versionenfilm)
- 1934: Das leuchtende Ziel (One Night of Love)
- 1935: Love Me Forever
- 1936: The King Steps Out
- 1937: I’ll Take Romance
- 1937: When You’re in Love
- 1939: Louise